# 松本賢吾
松本 賢吾（まつもと けんご、1940年9月26日 - 2024年9月6日）は日本の小説家。ハードボイルド、警察小説、時代小説を執筆。本名は竹野 尚志（たけの たかし）。

## 経歴・人物
千葉県生まれ。職業軍人だった父が戦地に赴いたため、母、妹とともに愛知県東三河の父の実家に身を寄せる。父の実家は寺だった。母、妹が疫病で亡くなり、父が戦地で病死したため、寺の一角で祖母と二人暮らしになる。敗戦後、出征していた叔父が戦地から復員し教員となり、松本と祖母を引き取る。しかし小学校一年の二学期が始まる前に養子に出される。本名の「竹野」姓はこの時からである。ほどなく養父母が離婚。養父が再婚し、義弟が生まれる。愛知県立豊川工業高校を卒業後、警視庁警察官を経て、トラック運転手、添乗員、損保代理店、屋台、警備員、警備会社経営、石職人など十種類以上の職を経験する。
1993年、編集者・文芸評論家の安原顯が主宰する「創作学校」に入校。2年間通い、修了時に「安原顯賞」を受賞。学研の契約プロデューサーとなった安原のプロデュースでハードボイルド長編小説『墓碑銘に接吻を』で作家デビューを果たす。安原は面識のなかった大沢在昌にオビのための推薦文を依頼した。大沢のオビ文は以下のようなものである。
「裏の世界で生きる男たち女たちの姿がいい。会話が熱い。／しかも最後には爽やかさすら感じさせる。／私にとってはトホホであるが、またひとり、ひと筋縄ではいかないハードボイルド作家が出現してしまった」
その後、ハードボイルド、アウトロー、警察小説などの現代小説、江戸期を舞台にした時代小説を執筆。映画『新・仁義なき戦い。』、『新　仁義なき戦い/謀殺』のノベライズも手がけた。2012年に『ヨコハマ関内署刑事(デカ)部屋』を上梓。闘病生活のち2024年病没。

## 著作リスト

### シリーズ作品

#### 原島恭介シリーズ
- 墓碑銘に接吻を（1996年2月 学習研究社 / 2000年1月 双葉文庫）
- エンジェル・ダスト（1996年9月 学習研究社 / 2001年2月 双葉文庫）
- 慚愧の淵に眠れ（2000年7月 双葉社 / 2001年1月 双葉文庫）
- 永遠の復讐（2002年1月 双葉社）

#### 警視庁捜査一課別係・相羽健一シリーズ
- 魔弾 : マッド・フィーバー（1997年1月 祥伝社Non novel / 2005年2月廣済堂文庫）
- 時効 : 長編刑事推理（1997年12月　祥伝社Non novel）
- 捜査一課別係戒名 : 長編サスペンス（1998年12月　祥伝社Non novel）
- 凶劇 : 捜査一課別係「突きの健」（2003年9月　学習研究社ウルフ・ノベルス）
- 殺し屋 : 捜査一課別係（2004年4月　廣済堂出版Kosaido blue books）

#### 謝り屋・北山慎治シリーズ
- 窮鼠（1999年8月 双葉社）
- 謝り屋始末記年 不動明王篇（2002年1月 双葉社Futaba novels）

#### 竜四郎疾風剣シリーズ
- 流星を斬る : 竜四郎疾風剣（2004年7月 双葉文庫）
- 邪悪を斬る : 竜四郎疾風剣（2004年11月 双葉文庫）
- 吉原を斬る : 竜四郎疾風剣（2005年3月 双葉文庫）
- 群雲を斬る : 竜四郎疾風剣（2005年6月 双葉文庫）
- 水月を斬る : 竜四郎疾風剣（2005年10月双葉文庫）

#### 羽生新八郎怨念剣シリーズ
- 十兵衛を斬る : 羽生新八郎怨念剣（2005年5月 学研M文庫）
- 正雪を斬る : 羽生新八郎怨念剣（2005年8月 学研M文庫）

#### はみだし同心人情剣シリーズ
- 片恋十手 : はみだし同心人情剣（2006年2月 双葉文庫）
- 忍恋十手 : はみだし同心人情剣（2006年4月 双葉文庫）
- 悲恋十手 : はみだし同心人情剣（2006年6月 双葉文庫）
- 仇恋十手 : はみだし同心人情剣（2006年8月 双葉文庫）

#### 八丁堀の狐シリーズ（コスミック版）
- 八丁堀の狐（2006年12月 コスミック・時代文庫）
- 八丁堀の狐 : 悪鬼狩り（2007年11月 コスミック・時代文庫）
- 八丁堀の狐 : 赤い十手（2007年5月 コスミック・時代文庫）
- 八丁堀の狐 : 稲妻狩り（2008年5月 コスミック・時代文庫）

#### 八丁堀の狐シリーズ（双葉社版）
- 鬼あざみ : 八丁堀の狐（2007年12月 双葉文庫）
- 女郎蜘蛛 : 八丁堀の狐（2007年5月 双葉文庫）
- 鬼火 : 八丁堀の狐（2007年9月 双葉文庫）
- 蟻地獄 : 八丁堀の狐（2008年11月 双葉文庫）
- 七化け : 八丁堀の狐（2008年3月 双葉文庫）
- 大化け : 八丁堀の狐（2008年6月 双葉文庫）
- 本懐 : 八丁堀の狐（2009年3月 双葉文庫）
- 神隠し : 八丁堀の狐（2009年8月 双葉文庫）

#### 天保裏与力我慢様シリーズ
- はぐれ鬼 : 天保裏与力我慢様（2008年8月 竹書房時代小説文庫）
- 秘剣返し : 天保裏与力我慢様（2009年2月 竹書房時代小説文庫）

#### 目明かし朝吉捕物帖シリーズ
- てやんでえ : 目明かし朝吉捕物帖（2009年5月 コスミック・時代文庫）
- からすがね : 目明かし朝吉捕物帖（2009年11月 コスミック・時代文庫）

#### 平塚一馬十手道シリーズ
- 黄色い桜 : 平塚一馬十手道（2010年2月 双葉文庫）
- 冥途の初音 : 平塚一馬十手道（2010年7月 双葉文庫）
- 女賊の恋 : 平塚一馬十手道（2011年2月 双葉文庫）

#### シリーズ外作品
- 屑（1997年11月 角川書店）
- トラップ罠（1999年4月 マガジンハウス）
- 打鐘（ジャン）（2001年5月 徳間書店）
- 月虹（2002年1月 毎日新聞社）
- 黄金町クラッシュ（2003年6月 実業之日本社）
- 女の街（2003年1月 毎日新聞社）
- 夜鷹屋お万 : 捨九郎夢遊剣（2006年1月 廣済堂文庫）
- 炎上（2007年2月 徳間文庫）
- ヨコハマ関内署刑事(デカ)部屋（2012年4月 毎日新聞社）

#### ノベライズ
- 新・仁義なき戦い。（原作：飯干晃一　2000年11月 角川文庫）
- 新　仁義なき戦い／謀殺（原作：飯干晃一　ベーシックストーリー：成島 出/我妻 正義　2003年1月 角川文庫）